# Beurre d'érable

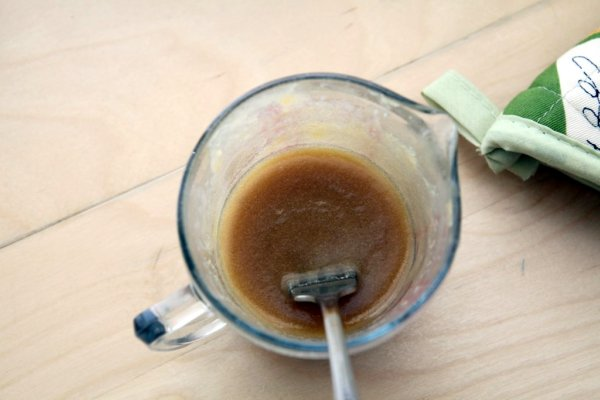
Beurre d'érable.

Le beurre d’érable est une pâte semi-solide obtenue à partir du sirop d'érable et utilisée comme pâte à tartiner. Le beurre d'érable ne contient pas de matière grasse mais uniquement du sucre issu du sirop.
Pour la fabrication du beurre d’érable, le sirop d’érable est évaporé à 84 °B, ce qui correspond à une température d’ébullition de 112 °C. Une fois cette température atteinte, le sirop est refroidi rapidement, jusqu’à 5 °C, dans un bain d’eau froide (avec de la glace ou de la neige) afin d’augmenter la viscosité et éviter la cristallisation du sucre. Le sirop est ensuite réchauffé jusqu’à 15 °C, température idéale pour le brassage et sa transformation en beurre. Le brassage est effectué jusqu’à ce que le sirop soit crémeux et que sa couleur devienne plus pâle. Le brassage se fait soit par l’utilisation d’un cristallisoir à vis sans fin (méthode artisanale) ou d’un cristallisoir à surface raclée.
Le sirop d’érable avec un faible taux de sucre inverti (moins de 1 %) donne un beurre plus stable. L’ajout de maltodextrine de 4,1 % à 9,1 %, suivant l’équivalent dextrose permet une meilleure stabilité du beurre en retardant la séparation de phase.
Le nom de beurre d’érable provient de sa consistance facile à tartiner, il n'est en aucun cas un produit laitier. Il est utilisé comme pâte à tartiner ou comme glaçage.